# Claudio Reyna
Claudio Reyna (* 20. červenec 1973, Livingston) je bývalý americký fotbalista. Hrával na pozici záložníka.
V dresu reprezentace USA se zúčastnil čtyř světových šampionátů (1994 (kde ovšem do bojů nezasáhl), 1998, 2002, 2006). Na šampionátu 2002 byl federací FIFA zařazen i do all-stars týmu. Má bronzovou medaili z mistrovství severní a střední Ameriky (Zlatý pohár CONCACAF) 2003, hrál též na mistrovství Jižní Ameriky (Copa América) 1995, kde Američané skončili čtvrtí (do mistrovství mohou být přizvány země nepatřící do Jižní Ameriky). Hrál i na dvou olympiádách (1992, 1996). Celkem za národní tým odehrál 112 utkání (pátý nejvyšší počet v historii reprezentace USA) a vstřelil 8 gólů.
S Glasgow Rangers se stal dvakrát mistrem Skotska (1998/99, 1999/00) a třikrát získal skotský pohár (1998/99, 1999/00, 2001/02).
Roku 2000 byl vyhlášen v anketě sportovních novinářů fotbalistou roku Spojených států (Honda Player of the Year).